# Montgeard
Montgeard (okzitanisch Montjard) ist eine französische Gemeinde mit 555 Einwohnern (Stand: 1. Januar 2022) im Département Haute-Garonne in der Region Okzitanien (vor 2016 Midi-Pyrénées). Sie gehört zum Arrondissement Toulouse und zum Kanton Escalquens. Die Bewohner werden Montgeardins genannt.

## Geographie
Montgeard liegt etwa 34 Kilometer südlich von Toulouse in der Landschaft Lauragais an den Flüssen Thésauque und Aïse. Umgeben wird Montgeard von den Nachbargemeinden Nailloux im Norden, Seyre im Nordosten, Lagarde im Osten, Monestrol und Gibel im Südosten und Süden, Calmont im Süden sowie Aignes im Westen. Im Westen der Gemeinde verläuft die Autoroute A66.

## Geschichte
Die Bastide von Montgeard wurde 1317 gegründet.

## Bevölkerungsentwicklung
| Jahr                       | 1962 | 1968 | 1975 | 1982 | 1990 | 1999 | 2006 | 2012 | 2020 |
| Einwohner                  | 247  | 228  | 256  | 223  | 290  | 323  | 409  | 455  | 525  |
| Quellen: Cassini und INSEE |      |      |      |      |      |      |      |      |      |

## Sehenswürdigkeiten
- Kirche Notre-Dame-de-l’Assomption, 1522 bis 1566 erbaut, Monument historique
- Schloss Montgeard, Mitte des 16. Jahrhunderts erbaut
- Schloss Roquefoulet, 1818 erbaut

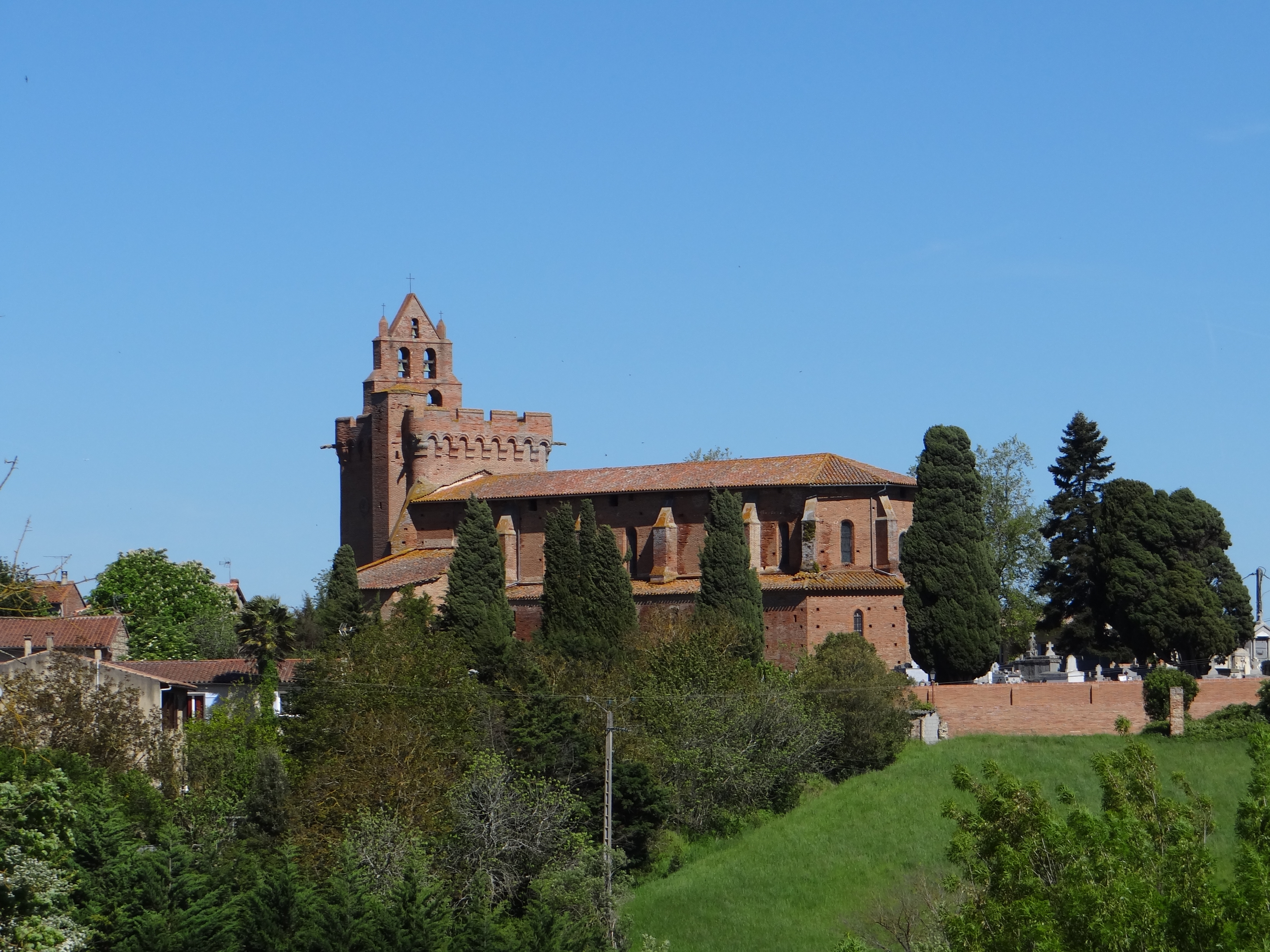
Kirche Saint-Baudile
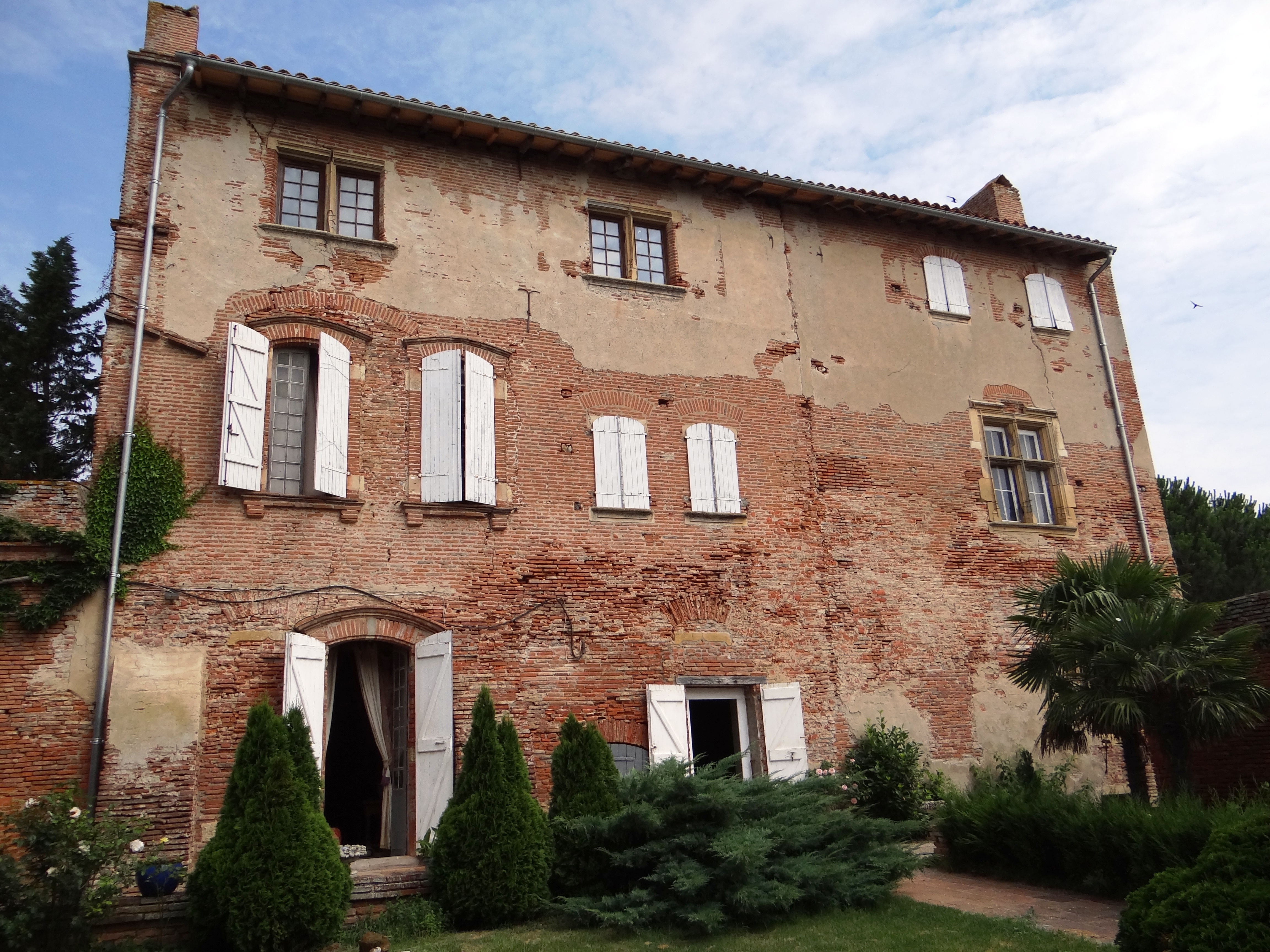
Schloss Montgeard
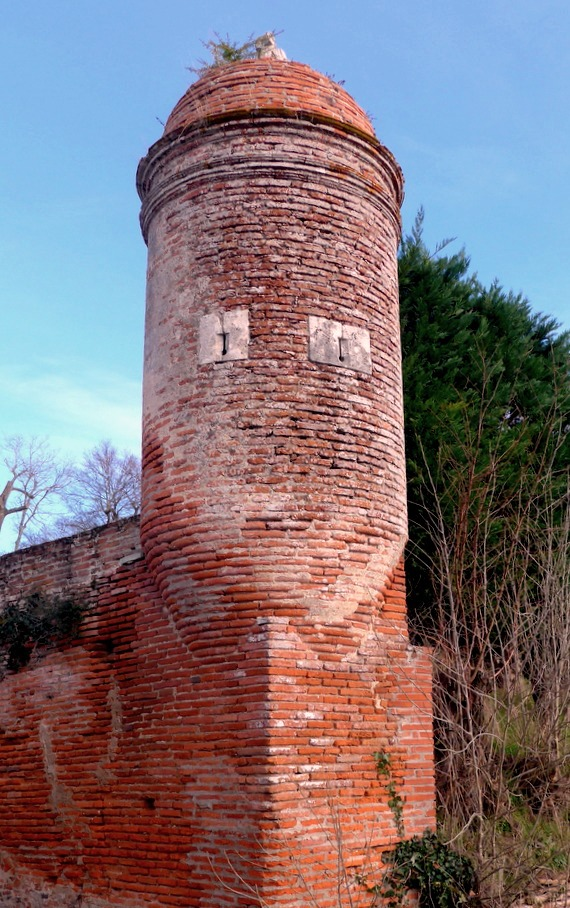
Wachturm am Schloss Montgeard

## Persönlichkeiten
- Aimé Ramond (1918–1944), Widerstandskämpfer